# Трен
Трен је југословенски филм из 1978. године. Режирао га је Столе Јанковић, који је написао и сценарио за филм, према роману Антонија Исаковића. Главну улогу тумачи Велимир Бата Живојиновић, а говори о животу човека који, на повратку из рата, затиче спаљено огњиште и празну кућу.

## Улоге
| Глумац                   | Улога                    |
| ------------------------ | ------------------------ |
| Велимир Бата Живојиновић | Арсен                    |
| Драган Николић           | Новак                    |
| Павле Вуисић             | Љуба „Кврга“             |
| Петер Карстен            | Заробљени Немац          |
| Нада Блам                | Арсенова жена            |
| Радко Полич              | Доситеј                  |
| Свјетлана Кнежевић       | Словенка                 |
| Маринко Шебез            | Јован Грабљановић - Исус |
| Весна Малохоџић          | Новакова девојка         |
| Душан Јанићијевић        | Кафеџија                 |
| Заим Музаферија          | Арсенов отац             |
| Славко Симић             |                          |
| Драго Чумић              |                          |
| Љуба Ковачевић           | Старац 3                 |
| Бошко Пулетић            |                          |
| Вера Прегарец            |                          |

## О филму
Трен је једно од најбољих остварења из избора југословенских ратних филмова. Без лажних дотеривања, он говори о животу једног војника, Арсена, који одлази у рат, у Партизане, да се бори против окупатора, и често бива присиљен да се бори са самим собом и својом савешћу. Тако му бива поверен задатак да убије немачког затвореника, којег он води кроз зиму, кроз планину, и нема срца да га убије, већ га оставља и нестаје. Та, можемо рећи историјска сцена, снимана је негде изнад Босанског Грахова. 
Када се врати кући, затиче кућу напуштену, спаљену. Породицу убијену. За кратак временски период, његов живот и његове наде се руше... Хорори његовог ратовања, враћају се, док кроз ретроспективу видимо како он и другови спашавају децу која су, бежећи од усташа, преживљавала једући корење, кријући се у рупама и пећинама, многи су заборавили име, те су их они поново крстили. Једно од те деце, Новака, Арсен спасава од смрти и по други пут, много година после, након рата...

### Занимљивости
Иако је рађен по сценарију, филм описује догађаје који су се стварно десили за време Другог светског рата. Један од приказаних догађаја у филму је усташки покољ у Старом Броду и Милошевићима који се десио 1942. године.

## Награде
Филм је на Међународном филмском фестивалу у Москви, (XI Московский международный кинофестиваль) 1979. године добио награду ”Золотой приз” (”Grand prix” фестивала) за најбољег глумца (Велимир Бата Живојиновић), а на истом фестивалу, Столе Јанковић је био номинован за најбољу режију.

## Културно добро
Југословенска кинотека је, у складу са својим овлашћењима на основу Закона о културним добрима, 28. децембра 2016. године прогласила сто српских играних филмова (1911-1999) за културно добро од великог значаја. На тој листи се налази и филм "Трен".